# Capitale de l'Acadie

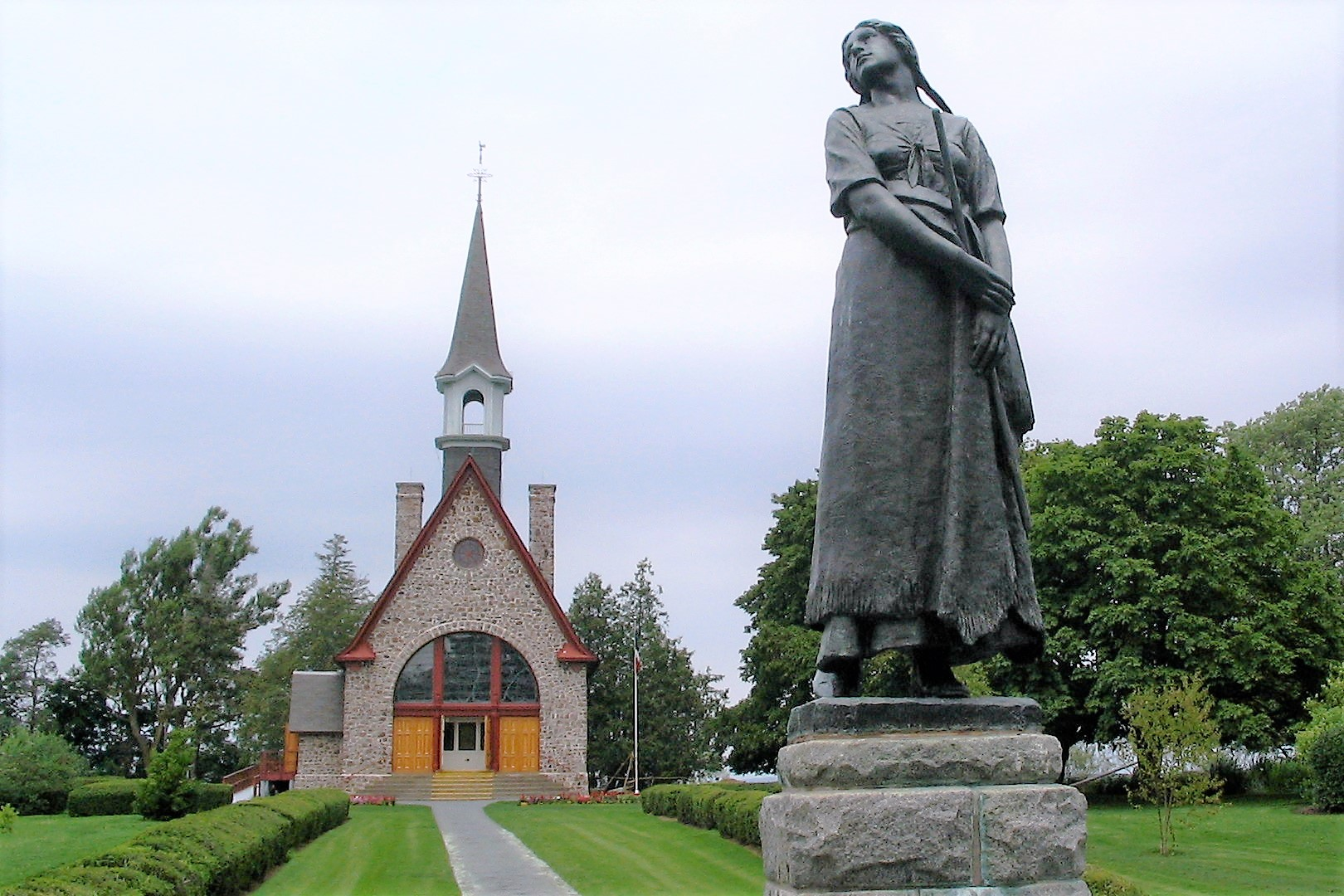
Grand-Pré

L'Acadie a eu plusieurs capitales entre sa fondation en 1604 et sa conquête définitive en 1763. Toutefois, plusieurs lieux revendiquent toujours le titre de capitale de l'Acadie.
Le plus ancien lieu réclamant le titre moderne de capitale de l'Acadie est Grand-Pré, qui était par ailleurs la principale ville de l'Acadie en 1755. En 1847, l'américain Henry Longfellow publie le poème Evangéline. Le succès du poème attire des milliers de touristes à Grand-Pré, le point de départ du récit, alors que l'image d’Évangéline est utilisée à des fins publicitaires et que l'élite acadienne en fait un symbole national caractérisant la persévérance. Un parc commémoratif prend forme en 1907 à l'instigation de John Frederic Herbin, auquel se greffent une statue offerte par le Chemin de fer Windsor & Annapolis et l'église-souvenir, commanditée par la Société nationale de l'Acadie. Un pèlerinage annuel y est institué. Le parc devient un lieu historique national en 1955. L'image d'Évangéline est rejetée durant les années 1960. Evangéline est ensuite considéré comme un poème sur l'amour et ses ardeurs alors que Grand-Pré refait surface dans la culture et que le pèlerinage continue. Le lieu est inscrit au patrimoine mondial de l'UNESCO en 2012.
Memramcook est l'un des seuls villages ayant survécu à la Déportation des Acadiens. Plusieurs réfugiés y retournent dès 1763, en faisant le plus important en Acadie. Par la suite, des habitants fondent d'autres villages, ce qui lui vaut le surnom de « Berceau de l'Acadie ». Memramcook joue aussi un rôle important dans la renaissance acadienne du XIXe siècle.
Moncton profite du rejet des valeurs traditionnelles et de la critique du poème Évangéline durant les années 1960 pour être considérée comme la capitale de l'Acadie. Cette réputation est controversée car le nom même de la ville commémore Robert Monckton, un militaire britannique ayant dirigé la Déportation des Acadiens dans la région. De plus, Moncton est une ville à majorité anglophone, avec un fort taux d'anglicisation, où les Acadiens ont eu beaucoup de difficulté à faire respecter leurs droits. La ville abrite par contre plusieurs institutions acadiennes, dont l'Université de Moncton et la Société nationale de l'Acadie.